# Gwydir Highway
La Gwydir Highway est un axe routier long de 567 kilomètres situé dans le nord-est de la Nouvelle-Galles du Sud, en Australie.  
Ouverte en 1960, elle relie la ville de Grafton à la ville de Glen Innes.  

## Origine du nom
L'axe routier doit son nom à la Gwydir River, qui à son tour, a été nommée du même nom qu'une rivière du Pays de Galles. 

## Histoire
Les investigations pour construire la route commencent en 1937 et la construction de la route commence deux ans plus tard, en 1939. 
En 1942, le chantier est suspendu. Il reprend en 1946 mais est de nouveau suspendu en 1947. 
À cause d'un manque d'argent, la construction de l'axe routier ne reprend pas avant 1955. 
L'ouverture de la route a lieu en 1960, reliant la ville de Grafton à la ville de Glen Innes. 

## Itinéraire
La Gwydir Highway traverse la région de la Nouvelle-Angleterre depuis les plaines de l'intérieur jusqu'à la côte, reliant la Castlereagh Highway à la Pacific Highway en passant par Collarenebri, Moree, Warialda, Inverell, Glen Innes et Grafton. 
À Moree, elle croise la Newell Highway. À Glen Innes, elle croise la New England Highway. À Grafton elle s'achève sur la Pacific Highway, la Summerland Way (en) et l'Orara Way. 
Entre Glen Innes et Grafton, la Gwydir Highway passe entre le parc national de Gibraltar Range et le parc national Washpool.